# 福井県道25号福井今立線
福井県道25号福井今立線（ふくいけんどう25ごう ふくいいまだてせん）は、福井県福井市と越前市を結ぶ県道（主要地方道）である。

## 概要

### 路線データ
- 起点 : 福井県福井市稲津町（国道158号交点）
- 終点 : 福井県越前市粟田部町（国道417号交点）

## 歴史
- 1993年（平成5年）5月11日 - 建設省から、県道福井今立線が福井今立線として主要地方道に指定される[1]。

## 路線状況

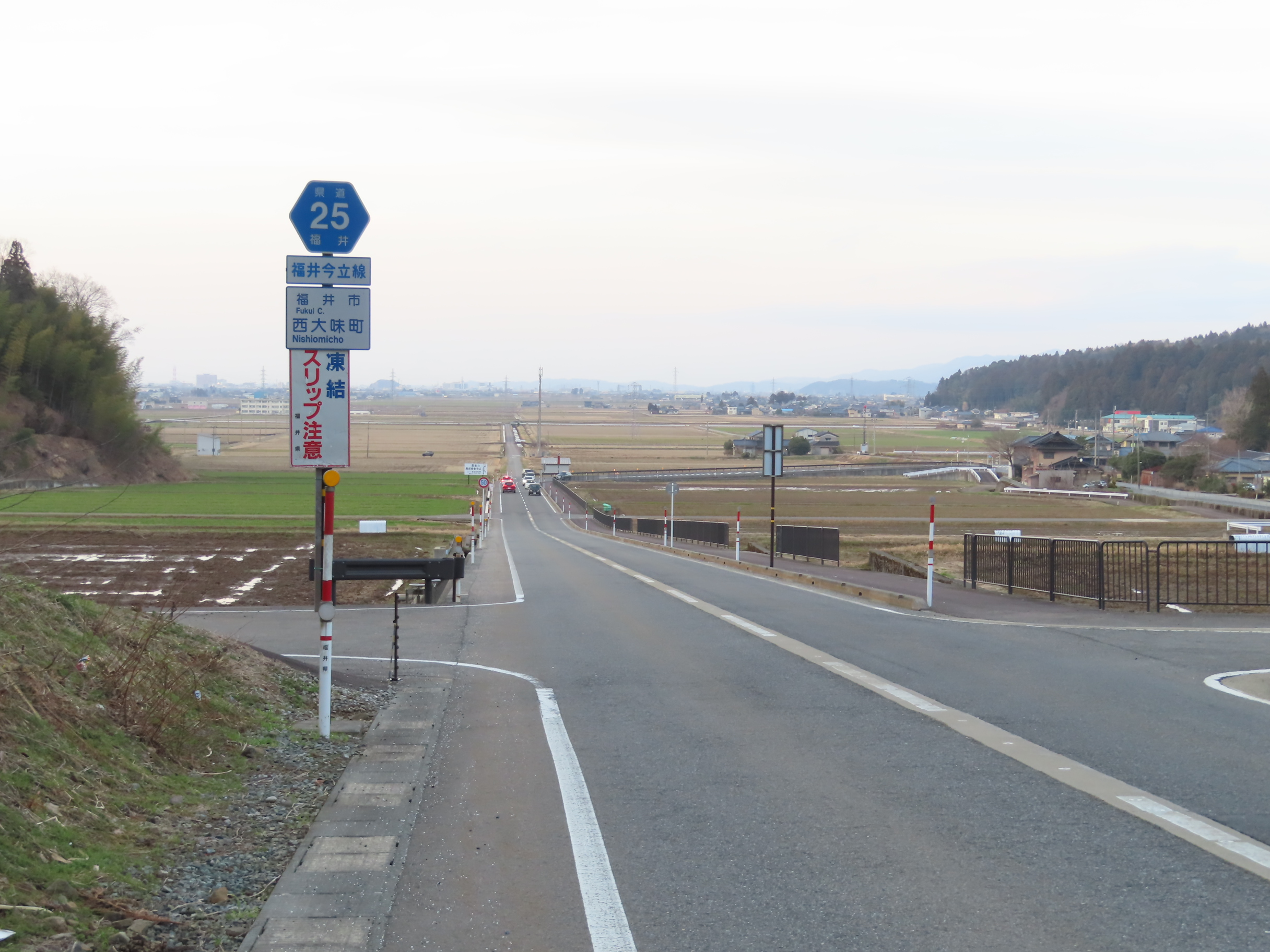
福井市西大味町にて（2023年3月）

### 別名
- 元三大師通り（鯖江市）
- 三峯山麓通り（鯖江市）

### 重複区間
- 福井県道180号東郷福井線（福井市稲津町 - 福井市東郷中島町）
- 福井県道18号鯖江美山線（鯖江市戸口町 地内）

## 地理

### 通過する自治体
- 福井市
- 鯖江市
- 越前市

### 交差する道路
- 国道158号・福井県道113号稲津松岡線（福井市荒木新保町、起点）
- 福井県道242号勝見稲津線（福井市稲津町）
- 福井県道180号東郷福井線（福井市稲津町 - （重複） - 同市東郷中島町）
- 福井県道181号東郷麻生津線（福井市円成寺町）
- 福井県道32号清水美山線（福井市田中町・田中交差点）
- 福井県道238号一乗谷朝倉氏遺跡東大味線（福井市東大味町）
- 福井県道18号鯖江美山線（鯖江市戸口町 - （重複） - 同地籍）
- 福井県道193号藤木新堂線（越前市赤坂町・赤坂交差点）
- 福井県道2号武生美山線（越前市野岡町・「野岡・仲山」交差点）
- 福井県道105号鯖江今立線（越前市野岡町）
- 国道417号（越前市粟田部町・本町交差点、終点）

### 峠
- 戸口坂